# Kobyłka (Jeziórko)
Kobyłka – część wsi Jeziórko w Polsce, położona w województwie podkarpackim, w powiecie tarnobrzeskim, w gminie Grębów.
W latach 1975–1998 Kobyłka administracyjnie należała do województwa tarnobrzeskiego.